# Rudolf Wittkower
Rudolf Wittkower (22. června 1901, Berlín – 11. října 1971, New York) byl britsko-americký historik umění narozený v Německu.

## Život
Wittkowerův otec Henry Wittkower byl Brit, který žil v Německu. Rudolf Wittkover se narodil v Berlíně. Dřív, než se rozhodl studovat v Mnichově dějiny umění u Heinricha Wölfflina, studoval jeden rok architekturu v Berlíně. Wittkower však názorově nevycházel s Wölflinem a tak se vrátil zpět do Berlína k Adolfu Goldschmidtovi. Jeho disertační práce pojednávala o malíři Domenicu Morone.
V roce 1923 přišel do Říma jako asistent Ernsta Steinmana, jemuž pomáhal s upřesněním Michelangelova životopisu. V Římě zůstal až do roku 1927, kde sepsal kromě jiného několik článků do Všeobecného lexikonu výtvarných umělců. Po návratu do Berlína začal opět pracovat na univerzitě. V roce 1932 dostal nabídku z Univerzity v Kolíně nad Rýnem, zde strávil pouze jeden rok, neboť v roce 1933 spolu s manželkou Margot Holzmann (oba byli Židovského původu)  Nacistické Německo opustil a přestěhoval se do Londýna.
V Londýně byl zaměstnaný ve Warburgově Institutu. Zde pracoval až do roku 1956. V roce 1949 vyšlo jeho stěžejní dílo Architektonické principy v době humanismu (Architectural Principles in the Age of Humanism). Kromě toho mu byla nabídnuta profesura na Slade School of Art, ale především se staral o úspěch disertačních prací.
V roce 1954 pracoval jeden rok na Harvardově univerzitě jako hostující profesor. O dva roky později se odstěhoval do USA, kde se stal profesorem katedry Dějin umění a archeologie na Columbijské univerzitě. V roce 1958 vyšlo Umění a architektura v Itálii: 1600–1750 (Art and Architecture in Italy: 1600–1750), jeho nejprodávanější kniha, která byla oceněna několika cenami. V roce 1969 odešel jako emeritní profesor, zakladatel katedry dějin umění do důchodu a odstěhoval se zpět do Anglie. Zde pracoval v Cambridgi až do své smrti v roce 1971.

## Vydané publikace
- Architectural Principles in the Age of Humanism (1949)
- Art and Architecture in Italy, 1600–1750 (1958)
- Bernini: The sculptor of the Roman Baroque (1966)
- Born under Saturn: The character and conduct of artists (1963)
- Alegory and the Migration of Symbols (1977)